# Paulo Betti
Paulo Sérgio Betti (nascut el 8 de setembre de 1952) és un actor, dramaturg i director d'escena brasiler. També treballa ocasionalment com a productor i director de cinema.

## Biografia
Paulo Sérgio Betti va néixer el 8 de setembre de 1952 a Rafard, un petit poble de l'estat de São Paulo. En més de trenta anys de carrera, Betti ha actuat en més de 20 telenovel·les i en 21 llargmetratges. El seu paper més destacat va ser com el capità revolucionari Carlos Lamarca a Lamarca (1994) i Zuzu Angel (2006), ambdues dirigides per Sérgio Rezende. Pel seu paper a Lamarca, va guanyar el premi de l'Associació de Crítics d'Art de São Paulo al millor actor de cinema l'any 1995. També va presentar l'espectacle Novos Nomes em Cena de Canal Brasil, on va van entrevistar joves actors brasilers.
Betti va estar casada amb l'actriu Eliane Giardini entre 1973 i 1997. La parella va tenir dues filles: Juliana (nascuda el 1977) i Mariana (nascuda el 1980). També estava casat amb l'actriu Maria Ribeiro, mare del seu únic fill João (nascut el 30 de març de 2003). La parella es va separar l'any 2005.

## Opinió política
L'any 1989 Betti va ser un dels productors del vídeo musical del famós jingle "Lula Lá" per al candidat presidencial Luiz Inácio Lula da Silva del Partit dels Treballadors. En aquest vídeo, diversos artistes famosos de l'època cantant el jingle. Betti va donar suport a Lula durant totes les seves campanyes presidencials, inclosa la del 2006, quan diversos artistes van retirar el seu suport al candidat a causa de la implicació del seu partit en l'escàndol conegut com "mensalão".
L'1 d'octubre de 2020, Betti va declarar que desitja la mort de totes les persones grans que caminen pel carrer sense mascaretes, i va lamentar que el president Jair Bolsonaro no va morir quan va ser apunyalat el 2018.

## Filmografia

### Com a director
- 2017 - A Fera na Selva
- 2003 - Cafundó

### Com a actor
- 2013 - Casa da Mãe Joana 2 com Paulo Roberto
- 2008 - Casa da Mãe Joana com Paulo Roberto
- 2007 - O Signo da Cidade com el marit de Teca
- 2007 - A Grande Família - O Filme com Carlinhos
- 2006 - Zuzu Angel com Cap. Carlos Lamarca
- 2006 - Tapete vermelho com Aparício
- 2006 - Irma Vap - O Retorno
- 2005 - Cafundó (també director) com home del lloro
- 2003 - Chatô, o Rei do Brasil com Getúlio Vargas
- 2002 - Querido estranho
- 2001 - Onde andará Petrúcio Felker (veu))
- 2000 - Os idiotas mesmo (veu)
- 2000 - Um Anjo Trapalhão
- 1999 - Oriundi com Renato Padovani
- 1999 - Mauá - O Imperador e o Rei com Mauá
- 1999 - O toque do oboé com Augusto
- 1997 - O Amor Está no Ar com Bigode
- 1997 - Ed Mort com Ed Mort
- 1997 - Guerra de Canudos com Zé Lucena
- 1996 - Quem Matou Pixote? com director de televisió
- 1995 - Biu, a vida real não tem retake
- 1994 - Lamarca com Cap. Carlos Lamarca
- 1991 - Olha! Isso pode dar bolo
- 1990 - Césio 137 - o Pesadelo de Goiânia
- 1989 - Doida Demais com Gabriel
- 1988 - Dedé Mamata
- 1987 - Bésame mucho
- 1985 - Fonte da Saudade
- 1985 - Jogo Duro